# هوراس لوتشيان أرنولد
هوراس لوتشيان أرنولد (بالإنجليزية: Horace Lucian Arnold)‏ هو صحفي ومهندس أمريكي، ولد في 25 يونيو 1837، وتوفي في 15 يناير 1915.